# Notopleura longipedunculoides
Notopleura longipedunculoides là một loài thực vật có hoa trong họ Thiến thảo. Loài này được (C.M.Taylor) C.M.Taylor mô tả khoa học đầu tiên năm 2003.